# Getto w Mińsku na Białorusi

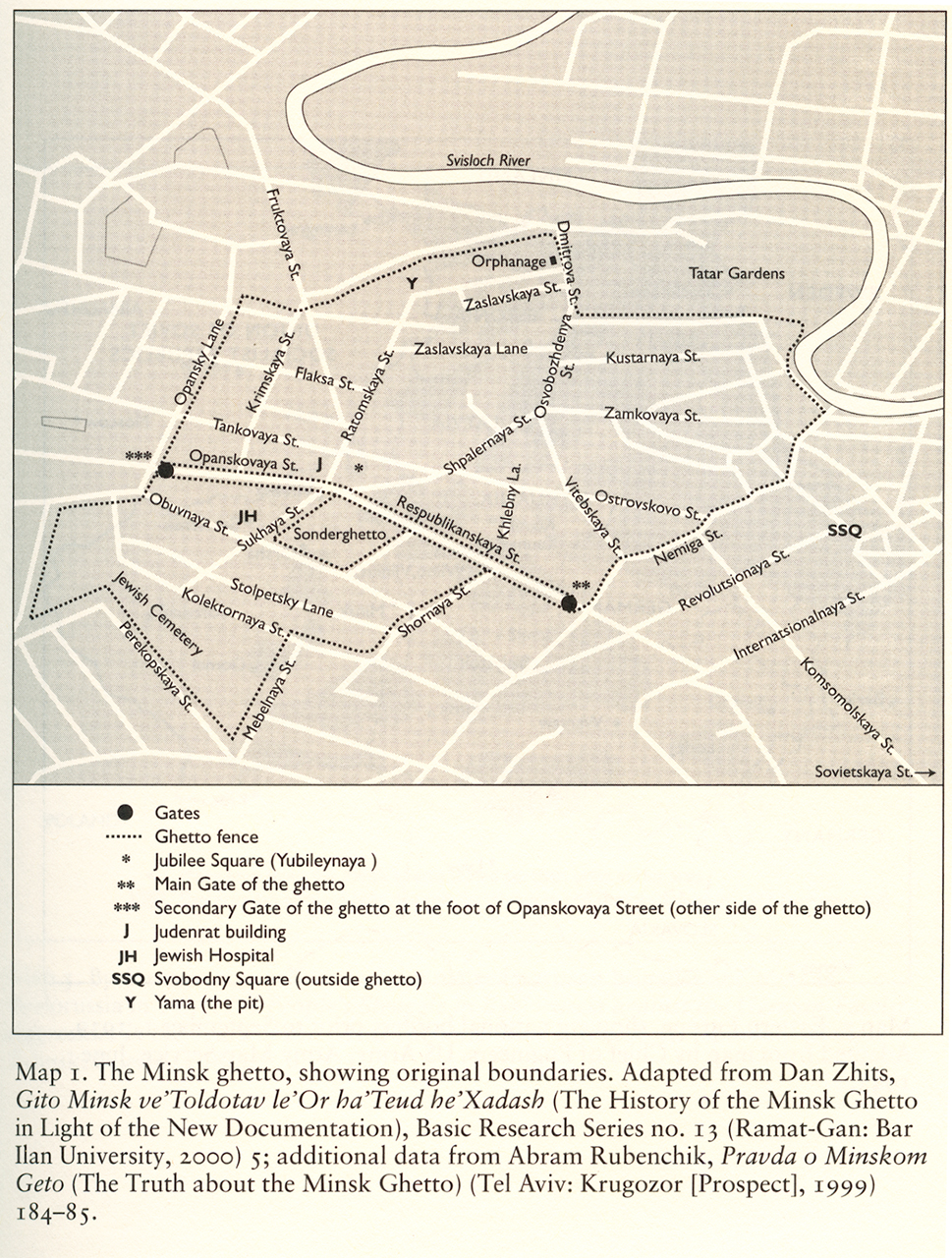
Plan getta mińskiego

Getto w Mińsku (niem. Ghetto Minsk; jid. ‏מינסקער געטאָ‎; Minsker geto) – getto istniejące w Mińsku od lipca 1941 do października 1943, na jego terenie przebywało początkowo ponad 100 tys. osób uznanych według kryteriów norymberskich za Żydów. Było największym gettem na okupowanych terenach Związku Radzieckiego.

## Powstanie getta
19 lipca 1941 zostało wydane zarządzenie komendanta polowego K. Schlegeldorfera o powołaniu dzielnicy żydowskiej, która objęła obszar wielkości 2 km² ograniczony Kołchoznym Piereułkiem oraz ulicami Ostrowskiego, Respublikańską, Szorną, Kolektorną, Mebielskim Piereułkiem, ulicą Nizową, cmentarzem żydowskim, ulicą Obuwną, Drugim Opańskim Pierieułkiem oraz ulicą Zasławską. Na getto składało się ponad 40 ulic i zaułków zabudowanych w większości niskopiętrowymi drewnianymi domami.
Początkowo na przesiedlenie Żydów do getta i Aryjczyków poza jego granice wyznaczono 5 dni, jednak ostateczny termin przeprowadzki upłynął 1 sierpnia 1941. Za przesiedlenia odpowiedzialny był miński Judenrat oraz władze miasta. Pilnie strzeżone wejścia do getta znajdowały się na ulicach Opańskiego i Ostrowskiego.

## Władze
Na czele getta władze niemieckie postawiły Ilię Muszkina, do 1941 zastępcę dyrektora Minpromtorga (Mińskiego Departamentu Przemysłowo-Targowego). Został on aresztowany w lutym 1942, po czym rolę przewodniczącego Judenratu przejął Mosze Joffe.

## Życie codzienne. Praca
Wszyscy Żydzi zmuszeni byli nosić na plecach i piersiach żółte gwiazdy Dawida. Z powodu wprowadzenia niezależnej od ulic numeracji domów (nr 1 na rogu Respublikańskiej i Szornej, ogółem 273 numerów w październiku 1942) do żółtej naszywki doszła również biała z wymalowanym na niej numerem. Przebywanie Żydów poza terenami getta bez specjalnego zezwolenia było karane śmiercią.
Na terenie getta funkcjonowały liczne pracownie: szewska, stolarska, krawiecka, ślusarska itp., które produkowały na potrzeby armii niemieckiej. Wszystkie zarobione pieniądze były przekazywane Komisarzowi Rzeszy Wschód. Pod koniec marca 1942 roku w getcie było zatrudnionych ok. 20 tys. Żydów, na jesieni tego roku już tylko 10 tys.

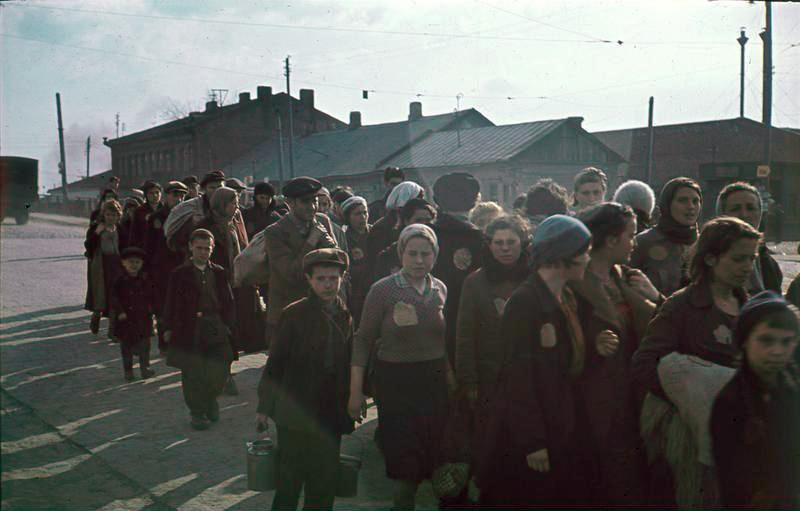
Żydzi na jednej z mińskich ulic, 1941

## Getta specjalne
W listopadzie 1941 część terenów getta ograniczoną ulicami Republikańską, Opańskiego, Obuwną i Szorną oddzielono kolczastym drutem i nazwano oficjalnie Gettem Specjalnym nr 1 (niem. Sonderghetto Nr. 1). Sondergetto nr 2 powstało między ulicami Kustarną, Dymitrowa, Szpalerną, Ostrowskiego i Niamihą (istniało do lipca 1942). Na tych dwóch terenach osiedlano deportowanych z Rzeszy Żydów. Pierwszy transport z Hamburga przybył do Mińska 10 listopada 1941. Łącznie do miasta wywieziono prawie 7 tys. Żydów – obywateli Rzeszy z Hamburga, Düsseldorfu, Frankfurtu nad Menem, Berlina, Bremy, Wiednia i Brna. Jeszcze w tym samym dniu musieli oni uprzątnąć nieporządek po pogromie, który odbył się tu poprzedniego dnia. Oblicza się, że łącznie do Mińska przewieziono od 25 do 80 tys. Żydów z Europy Zachodniej. Polityce niemieckiej przeciwstawiał się komisarz Kube.
Na czele sondergetta stali dr Frank z Hamburga oraz E. Harf z Bremy, którzy kontaktowali się bezpośrednio z Wilhelmem Kubem.

## Zdrowie i opieka społeczna
Na terenie getta od lata 1941 funkcjonowały dwa szpitale oraz dom dziecka przy ul. Zasławskiej.

## Akcja likwidacyjna
W ciągu dwóch lat istnienia getto przeżyło kilkanaście pogromów urządzanych przez Niemców, największe z nich miały miejsce 7 i 20 listopada 1941, 2 marca i w dniach 28–31 lipca 1942 oraz w październiku 1943, po którym getto zostało ostatecznie zlikwidowane.
21 czerwca 1943 został wydany rozkaz o likwidacji wszystkich gett na terenie Ostlandu. Getto w Mińsku zaczęło likwidować w październiku 1943 SD z pomocą 26 Pułku Policji z Białegostoku oraz 13 Białoruskiego Batalionu SD. W ciągu sześciu tygodni część Żydów została zabita na miejscu, niewielkiej liczbie udało się poprzez podziemia uciec do aryjskiej części miasta, a większość wywieziono do obozu śmierci w Małym Trościeńcu.

## Znani więźniowie
Wśród osób więzionych w mińskim getcie znalazł się komunista Hersz Smolar, który wraz z partyzantami Feldmanem i Okuniem organizował ruch oporu w getcie.